# Mimulus breweri
Espèce
Classification APG III (2009)
Mimulus breweri est une espèce de plante sauvage. Elle fait partie de la famille des Scrophulariaceae selon la classification classique, ou de celle des Phrymaceae selon la classification phylogénétique.
C'est une espèce d'Amérique du Nord. Elle est notamment présente dans le Parc national de Glacier.

## Synonymes
- Eunanus breweri Greene
- Mimulus rubellus var. breweri (Greene) Jepson